# Мрзлий Лог
Мрзли Лог (словен. Mrzli Log) — розсіяне поселення в горах на захід від Чрні Врх, в общині Ідрія, Регіон Горишка, Словенія. Висота над рівнем моря: 900,9 м.